# Camel of Doom
Camel of Doom es una banda británica de Avantgarde Doom y Stoner Doom procedente del Reino Unido y formada en el 2002. 
Con fuerte influencia de las bandas de Stoner Doom como Sleep, YOB, Hawkwind y de Stoner Rock como Pink Floyd, Black Sabbath y Electric Wizard se caracteriza sin embargo por incorporar a su sonido un Doom metal bastante pesado intercalado con pasajes psicodélicos con saxofón melódico. En el 2002 lanzan un EP bajo su propio auspicio llamado Child of The Scream en la vena más experimental del Doom metal. A este demo personal le seguiría The Desert at Night en el 2003 y en el 2004, por fin, un demo de buena calidad producido por ellos mismos bajo el homónimo de la banda, Camel of Doom. 
Actualmente la banda se encuentra activa.

## Discografía
- Child of the Scream, 2002.
- The Desert at Night, 2003.
- Camel of Doom, 2004.